# Der Goldene Kompass (Film)
Der Goldene Kompass ist eine Verfilmung des gleichnamigen ersten Teils der Fantasy-Trilogie His Dark Materials von Philip Pullman. Der Film wurde 2006 und 2007 von New Line Cinema hergestellt und ist mit einem Filmbudget von 180 Millionen US-Dollar deren bislang teuerste Produktion. Der internationale Kinostart war für den 5. Dezember 2007 angekündigt; in Deutschland kam der Film offiziell einen Tag später in die Kinos.
Im Produktionsland USA spielte der Film mit 70 Millionen US-Dollar weit weniger als die Hälfte seiner Kosten ein. Trotz weltweiter Einnahmen von über 300 Millionen US-Dollar wurde die Umsetzung der geplanten Teile zwei und drei der Trilogie daher gestoppt.
Am 3. November 2019 startete auf HBO die Serie His Dark Materials, die ebenfalls auf Philip Pullmans gleichnamiger Buchreihe basiert.

## Handlung
In einer Parallelwelt zu der unsrigen haben Menschen sogenannte Dæmonen, die die Seele in Tiergestalt repräsentieren und als Freund und Beschützer agieren.
Lyra Belacqua, ein Mädchen von zwölf Jahren, lebt mit ihrem Dæmon Pantalaimon als Waisenmädchen am Jordan College in Oxford. Anfangs hilft sie ihrem „Onkel“ Lord Asriel, der von Fra Pavel, einem Vertreter des Magisteriums, vergiftet werden soll. Asriel plant eine Reise in die Arktis, um das Phänomen des „Staubs“ zu untersuchen, der eine Reise in andere parallele Welten erlauben soll. Nachdem das College sich bereiterklärt hat, Asriels Reise zu finanzieren, taucht die undurchsichtige Mrs. Coulter auf, die ebenfalls eine Reise in den Norden plant und von Lyra begleitet werden möchte. Vor ihrer Abreise erhält Lyra vom Rektor des College ein Alethiometer, den titelgebenden goldenen Kompass. Der Rektor sagt ihr, dass der Kompass ihr immer die Wahrheit zeigen wird.
Gleichzeitig werden Lyras bester Freund Roger Parslow und ein weiterer Junge, Billy Costa, von den Gobblern geschnappt, die überall im Land Kinder entführen und sie zu mysteriösen Experimenten in den Norden, nach Bolvangar, verschleppen. Lyra entdeckt, dass Mrs. Coulter und ihre „General-Oblations-Behörde“ hinter den Gobblern stecken. Sie kann fliehen, wird von den Gobblern verfolgt und von den Gyptern befreit, zu denen auch Billy Costas Mutter gehört. Auf dem Schiff der Gypter erfährt Lyra von der Hexenkönigin Serafina Pekkala, dass sie eine Bestimmung hat, von der niemand genau weiß, wie sie lautet. Außerdem lernt Lyra, das Alethiometer zu lesen: Das Gerät zeigt die Wahrheit an und kann jede Frage beantworten.
Gemeinsam mit den Gyptern landet Lyra im Hohen Norden, wo sie neue Verbündete kennenlernt: den Luftschiffer Lee Scoresby und den Panzerbären Iorek Byrnison. Lyra hilft Iorek, seinen Panzer wiederzuerlangen, woraufhin er ihr verspricht, ihr bis zum Erfolg ihrer Mission oder bis zu seinem Tod zu helfen. In einer Hütte mitten im Eis finden Lyra und Iorek Billy Costa, der offenbar aus Bolvangar fliehen konnte, ohne seinen Dæmon und bringen ihn zu seiner Mutter. Als Lyra von den Samojeden gefangen genommen und nach Svalbard zum König der Panzerbären, Ragnar Sturlusson, gebracht wird, kann sie diesen (da sie von Mrs. Coulter weiß, dass er sich nichts sehnlicher wünscht als einen eigenen Dæmonen) überzeugen, dass sie Ioreks Dæmon ist und Ragnar Iorek im Zweikampf besiegen muss, damit sie sein Dæmon wird. Iorek gewinnt den Zweikampf und wird damit zum König der Panzerbären, begleitet aber Lyra weiter auf ihrer Reise. Sie ist nun auf dem Weg nach Bolvangar, da sie inzwischen weiß, was dort mit den von den Gobblern entführten Kindern angestellt wird: ihnen werden in einem Labor experimentell ihre Dæmonen weggeschnitten, sie werden also von ihrer Seele getrennt. Das ganze ist Teil eines Plans des Magisteriums, den Einfluss des „Staubs“ zu beseitigen.
Kurz nachdem Lyra ohne Iorek, der ihr über eine Eisbrücke nicht folgen kann, in Bolvangar angekommen ist, taucht auch Mrs. Coulter auf. Lyra belauscht sie und erfährt dadurch, dass Lord Asriel vom Magisterium gefangen genommen und hingerichtet werden soll. Kurz darauf wird Lyra entdeckt und von den Wärtern ins Labor gebracht, um auch sie von ihrem Dæmon zu trennen. In letzter Sekunde kann Mrs. Coulter das verhindern; Lyra erfährt anschließend von ihr, dass ihr „Onkel“ Asriel in Wirklichkeit ihr Vater ist und Mrs. Coulter ihre Mutter. Als Mrs. Coulter Lyra nach dem Alethiometer fragt, trickst Lyra ihre Mutter aus und zerstört das Labor, um dann mit den anderen Kindern die Flucht anzutreten.
Im Kampf mit den (in der deutschen Version Russisch sprechenden) Tataren, die Bolvangar im Auftrag des Magisteriums bewachen, kommen den Kindern zunächst Iorek, dann eine fliegende Hexenarmee und schließlich auch die Gypter und Scoresby zu Hilfe. Nachdem die Schlacht gewonnen ist, fliegen Lyra, ihr wiedergefundener Freund Roger und Iorek mit Scoresby und seinem Luftschiff zurück nach Svalbard, um dort Lord Asriel zu befreien.

## Entstehung
| Figur                        | Darsteller            | Deutscher Sprecher       |
| ---------------------------- | --------------------- | ------------------------ |
| Lyra Belacqua                | Dakota Blue Richards  | Lisa May-Mitsching       |
| Marisa Coulter               | Nicole Kidman         | Petra Barthel            |
| Lord Asriel                  | Daniel Craig          | Dietmar Wunder           |
| Lee Scoresby                 | Sam Elliott           | Jürgen Kluckert          |
| Roger Parslow                | Ben Walker            | Leo Vornberger           |
| Billy Costa                  | Charlie Rowe          | David Wittmann           |
| Ma Costa                     | Clare Higgins         | Heidrun Bartholomäus     |
| John Faa                     | Jim Carter            | Engelbert von Nordhausen |
| Farder Coram                 | Tom Courtenay         | Friedhelm Ptok           |
| Rektor                       | Tom Courtenay         | Friedrich G. Beckhaus    |
| Hoher Rat des Magisteriums   | Christopher Lee       | Otto Mellies             |
| Botschafter des Magisteriums | Derek Jacobi          | Lutz Mackensy            |
| Fra Pavel                    | Simon McBurney        | Oliver Rohrbeck          |
| Serafina Pekkala             | Eva Green             | Tanja Geke               |
| Bolvanger-Arzt               | Paul Antony-Barber    | Bernd Vollbrecht         |
| Bolvanger-Offizieller        | Jason Watkins         | Hans Hohlbein            |
| Hunt                         | Joao de Sousa         | Jaron Löwenberg          |
| Bibliothekar                 | John Franklyn-Robbins | Jochen Schröder          |
| Schwester Clara              | Hattie Morahan        | Ulrike Stürzbecher       |
| Pantalaimon                  | Freddie Highmore      | Patrick Baehr            |
| Stelmaria                    | Kristin Scott Thomas  | Traudel Haas             |
| Hester                       | Kathy Bates           | Regina Lemnitz           |
| Iorek Byrnison               | Ian McKellen          | Tilo Schmitz             |
| Ragnar Sturlusson            | Ian McShane           | Uli Krohm                |
| Mrs. Lonsdale                | Magda Szubanski       | Marianne Groß            |
| Salcilia                     | N.N.                  | Catrin Dams              |

Am 11. Februar 2002 erwarb New Line Cinema die Verfilmungsrechte an Philip Pullmans Literaturtrilogie. Die Filmregisseure Brett Ratner und Sam Mendes waren zunächst an einer Leitung des Projekts interessiert. Im Juli 2003 begann Tom Stoppard mit den Arbeiten am Drehbuch. Ein Jahr später wandte sich Chris Weitz mit einer 40-seitigen Bewerbung an das Filmstudio, worauf er den Zuschlag bekam. Weitz wies darauf hin das von Stoppard mittlerweile fertiggestellte Skript zurück, um es eigenhändig neu zu schreiben. Als stilistische Einflüsse nannte er Stanley Kubricks Barry Lyndon (1975) sowie Star Wars. Peter Jackson lud ihn 2004 ans Filmset von King Kong ein, um Weitz Einsicht in die Produktion eines Blockbusters zu verschaffen. Dennoch verließ Weitz das Projekt, weil er sich dessen hohen Anforderungen zunächst nicht gewachsen fühlte.

„Zwei Gründe, warum ich den Film verlassen habe […] (1) Ich hatte noch nie einen Film mit so viel CGI gemacht und, um ehrlich zu sein, war ich mir nicht sicher, ob ich der logistischen Aufgabe gewachsen sein würde. (2) Ich hatte das Gefühl, dass ich in eine Zwickmühle geraten könnte, in der einige Leute mich hassen, weil sie denken, dass ich eine Arbeit gemacht habe, die ihre religiösen Überzeugungen beleidigt, und auf der anderen Seite Leute mich hassen, weil sie denken, dass ich eine Arbeit gemacht habe, die dem von ihnen geliebten Buch Unrecht antut.“

Am 9. August 2005 wurde verkündet, dass der britische Regisseur Anand Tucker Weitz’ Tätigkeit übernehmen werde. Am 8. Mai 2006 stieg Tucker aus dem Projekt wegen „unterschiedlicher Auffassungen“ jedoch aus und Weitz als Leiter der Produktion wieder ein, da er eine Realisierung des Films ohne seine Mitwirkung nunmehr als gefährdet ansah.
Der Film spielte in den USA und Kanada lediglich 70 Millionen Dollar ein, was gemessen am Budget als Misserfolg zu werten ist; deutlich erfolgreicher war er außerhalb von Nordamerika (302 Millionen Dollar Einspielergebnis).
Bereits Pullmans Buch, das die Vorlage für die Verfilmung lieferte, wurde wegen seiner antitheistischen Inhalte seinerzeit von christlichen Verbänden heftig kritisiert. Der Autor hatte mehrfach betont, dass seine Trilogie einen Gegenentwurf zu C. S. Lewis’ Die Chroniken von Narnia darstelle. Aufgrund dessen rief die Catholic League der Vereinigten Staaten im Oktober 2007 zu einem Boykott des Films auf.
Der Goldene Kompass erhielt eine PG-13-Freigabe von der Motion Picture Association of America. Grund dafür sind „Sequenzen mit Fantasygewalt“. Die in Deutschland zuständige Freiwillige Selbstkontrolle der Filmwirtschaft hat den Film auf FSK 12 eingestuft. In der Schweiz gibt es abhängig vom Kanton verschiedene Altersgrenzen, zum Teil ist er ab 6 Jahren in Begleitung Erwachsener freigegeben.
Der Oscar-Nominierte und Golden-Globe-Gewinner Alexandre Desplat komponierte die Musik; der Soundtrack wurde am 7. Dezember 2007 beim britischen Platten-Label Decca Records veröffentlicht. Unter den 26 Titeln befindet sich auch der von Kate Bush interpretierte Titel Lyra, der während des Abspanns zu hören ist. Die deutsche Synchronfassung entstand bei der RC Produktion nach dem Dialogbuch und unter der Synchronregie von Marianne Groß. Der Ton des Filmes wurde in den von Peter Gabriel betriebenen Real World Studios in Box, Wiltshire bearbeitet.

## Kritiken
Der Goldene Kompass erhielt ein durchwachsenes Presseecho, was sich auch in den Auswertungen US-amerikanischer Aggregatoren widerspiegelt. So erfasst Rotten Tomatoes mehrheitlich kritische Besprechungen und ordnet den Film dementsprechend als „Gammelig“ ein. Laut Metacritic fallen die Bewertungen im Mittel „Durchschnittlich oder Gemischt“ aus.
Der Wille zum Familienfilm sei unübersehbar, schreibt Tilman Spreckelsen in der Frankfurter Allgemeinen Zeitung:

„Dass man diesem Ziel dann die düstersten Seiten der Vorlage opfert (und seinem Publikum etwa das grauenhafte Sterben eines verstörten Kindes nicht zumuten will), ist da nur konsequent. Nur dass sich leicht ein großer Film denken lässt, der mit demselben Aufwand, derselben Vorlage, denselben Schauspielern, aber erheblich mehr Mut entstanden wäre.“

„Der Goldene Kompass, der erste Teil der Trilogie, von New Line Cinema, der Herr der Ringe-Firma, produziert, ist subtiler und kühner als die gewohnte Festtags-Fantasy, der Output der Potter-Maschine. In dieser Welt haust die Seele nicht im Körper, sondern manifestiert sich in Tieren, die den zugehörigen Menschen treu begleiten, sich für ihn engagieren, je nach Stimmung auch die Gestalt wechseln. Eine wunderbare Kommunikation, das Kino als Schauplatz der Psyche. Selbst die eisig schöne Über-Blondine Nicole Kidman wirkt, wenn sie sich einsam an ihr Äffchen schmiegt, auf einmal verletzbar und schutzbedürftig.“

„Der goldene Kompass ist eine Metapher für jede Form von Unterdrückung und Machtmissbrauch. Exzellent besetzt mit Nicole Kidman als böse Mrs. Coulter und ‚007‘ Daniel Craig als Lyras Onkel, wird die fantasievolle Fabel zu einem bildgewaltigen, spannenden Kino-Abenteuer, das im ewigen Eis des hohen Nordens seinen dynamischen Höhepunkt findet. Die beste Kino-Fantasy seit Der Herr der Ringe!“

„Der Weg zur Wahrheit, den der Kompass Lyra weist, bleibt dem Zuschauer eher verschlossen. In der Fülle der Bilder liegt eine seltsame Leere, das Ringen um den freien Willen wird mehr behauptet als thematisiert. Und Amerikas Fundamentalchristen, die Pullmans vorgebliche Klerus-Parabel fürchten, dürfen unbesorgt sein. Das Wort ‚Kirche‘ kommt eh nicht vor, und die düsteren Schergen der Denk-Diktatoren sprechen einen slawischen Slang und kommen so kosakengleich daher, dass man eher ans altbewährte Reich des Bösen denkt: den Kommunismus.“

„Nach dem ersten Roman von Philip Pullmans Trilogie His Dark Materials inszenierter, bildgewaltiger und hervorragend besetzter Fantasyfilm. Allzu atemlos inszeniert, lässt er die Tiefe der Romanvorlage vermissen und wirkt ohne deren Kenntnis eher verwirrend.“

## Auszeichnungen
Oscar 2008
- Beste visuelle Effekte für Michael L. Fink, Bill Westenhofer, Ben Morris und Trevor Wood
- Nominierung in der Kategorie Bestes Szenenbild für Dennis Gassner und Anna Pinnock

Satellite Awards 2007
- Nominierung in der Kategorie Bester Film (Animationsfilm oder Real-/Animationsfilm) für Bill Carraro und Deborah Forte
- Nominierung in der Kategorie Beste Kamera für Henry Braham
- Nominierung in der Kategorie Bester Filmsong für Kate Bush (Lyra)
- Nominierung in der Kategorie Beste Visuelle Effekte für Michael L. Fink, Bill Westenhofer, Ben Morris und Trevor Wood
- Nominierung in der Kategorie Bester Tonschnitt für Mike Prestwood-Smith, Mark Taylor und Glenn Freemantle

Bogey
- 1 Million Kinobesucher in 10 Tagen

### Bücher
- Sibley, Brian: Der Goldene Kompass – Das offizielle Buch zum Film. Carlsen Verlag, Oktober 2007, ISBN 978-3-551-58181-5.

### Kritikenspiegel
Positiv
- Cinema Nr. 1/2008, S. 64, von Heiko Rosner
(bester Fantasyfilm seit „Herr der Ringe“; spannend, bildgewaltig, exzellent besetzt)
- epd Film Nr. 1/2008, S. 38, von Ulrich Sonnenschein
(niveauvolle Familienunterhaltung, origineller als letzte Harry Potter- und Narnia-Verfilmungen, grandiose Tieranimationen)

Eher positiv
- Filmdienst Nr. 25/2007, S. 38, von Horst Peter Koll
(grandios bildgewaltig, reich an visuellen Ideen, effiziente Figurenzeichnung, massenkompatibel, atemlos erzählt, ohne die Tiefe des Romans)
- Frankfurter Rundschau, 5. Dezember 2007, S. 27, von Daniel Kothenschulte: Jedem seinen Dämon.
(schön, märchenhaft ausgestattet, Anfang visuell suggestiver als Rest, Handlung zu knapp, Figuren vielschichtiger als in „Herr der Ringe“)
- Der Tagesspiegel, 5. Dezember 2007, S. 21, von Sebastian Handke: Jugend ohne Gott.
(„trotz allem sehenswert“; Vorlage zu banaler Fantasy-Ware verharmlost, erzählt gehetzt, aber bezaubernde Bilderwelten, glaubwürdige Freundschaftgeschichte)
- Die Welt, 5. Dezember 2007, S. 27, von Elmar Krekeler: Harry Potters Schwester.
(stimmige Ästhetik, auch für Pullman-Nichtkenner verständlich erzählt, ideal besetzt, will es zu vielen recht machen)

Gemischt
- Neue Zürcher Zeitung, 6. Dezember 2007, S. 49, von Michel Bodmer: Spannendes Abenteuer – ohne den bibelkritischen Schluss.
(Teilverrat am Roman, spannend, tolle Darsteller, Effekte meist gelungen)
- Focus, 3. Dezember 2007, S. 86, von Harald Pauli: Die Jungfrau der Dinge.
(familientauglich, philosophische Essenz der Vorlage fehlt, überwältigende Tricks)

Negativ
- Berliner Zeitung, 5. Dezember 2007, S. 27, von Anke Westphal: Mein Freund, der saufende Eisbär!
(„ziemlich uninteressant“; visuell schön, Erwachsenen fehlt die Tiefe des Buchs, Eisbärenkampf für Kinder zu brutal)
- Die Presse, 1. Dezember 2007, von Markus Keuschnigg: Das verlorene Paradies.
(intellektuelle Substanz und Dramaturgie des Romans verloren, daher wird Film zu Fantasy-Bombast)
- Kurzkritik. In: Der Spiegel. Nr. 49, 2007, S. 210 (online).
(„ein Murks“; humorlose Materialschlacht, zu brutal für Kinder)